# JXplorer
JXplorer ist ein freier Client für die Verwaltung von LDAP-Servern und LDIF-Dateien. Das plattformunabhängige Programm ist in Java geschrieben und in verschiedenen Sprachen unter der Apache-Lizenz erhältlich.
Viele Linux-Distributionen haben es in ihren Software-Repositorys aufgenommen. Die Software läuft ebenfalls auf BSD-Varianten, AIX, HP-UX, Mac OS X, Solaris, Windows (2000, XP) und z/OS.
wichtige Merkmale sind:
- SSL, SASL and GSSAPI;
- DSML;
- LDIF;
- I18n (momentan Deutsch, Französische, Japanische, traditionelles Chinesisch, vereinfachtes Chinesisch, Ungarisch);
- optional eine LDAP-Filter Konstruktor GUI; erweiterbare Architektur.

Am zehnten Jahrestag, im Juli 2012, kam die Version 3.3 heraus. Insgesamt wurde das Programm schon mehr als eine Million Mal über SourceForge oder den Repositorys heruntergeladen.